# Solomon Braslavsky
Solomon Gregory Braslavsky (geboren 24. April 1885 oder 1887 in Mokra Kalyhirka, Russisches Kaiserreich; gestorben 31. März 1975 in Boston) war ein jüdischer ukrainisch-US-amerikanischer Chasan und Komponist.

## Leben

Solomon Braslavsky als Dirigent (4. von rechts) in der Großen Synagoge von Uman (1905)

Solomon Braslavsky war ein Sohn des Chasans an der Großen Synagoge in Uman Hersh Braslavsky, bei dem er auch seine erste musikalische Ausbildung erhielt. Braslavsky wurde Soldat in der Russischen Armee und war dort Militärkapellmeister. Er studierte ab 1908 Musik an der Musikakademie Wien und an der Universität Wien. Er unterrichtete danach an der Wiener Israelitisch-Theologischen Lehranstalt. 1921 übernahm er die Leitung des Freizeitorchesters des jüdischen Sportclubs Hakoah Wien. Er dirigierte bei den Wiener Symphonikern auch eigene Kompositionen, die nicht erhalten sind. Sein Zevulun Kwartin gewidmeter Psalm Mizmor Shir Le-Yom Ha-Shabbos (Psalm 92) wurde in der Budapester Großen Synagoge aufgeführt. 
1927 übersiedelte er in die USA, wo er in Boston beim Rabbi Herman Rubenovitz als Musiker in der Synagoge Mishkan Tefila tätig wurde, in der auch Izso Glickstein als Chasan angestellt war. Daraus wurde eine Lebensstellung. Die Synagoge hatte eine große Orgel und Braslavsky bildete einen Chor aus, mit dem er Musik von Salomon Sulzer und Louis Lewandowski darbot. Daneben brachte er auch eigene liturgische Kompositionen zur Aufführung. Die Familie des jungen Leonard Bernstein besuchte die Synagoge. Daraus erwuchs eine lebenslange musikalische Freundschaft.

## Kompositionen
- Unsaneh Tokef. Amberson, 1962
- Shirei Shlomo: Songs of Solomon. Amberson, 1964
- M'chalkeil Chayim. Songs of Repentance : music for Rosh Hashanah and Yom Kippur. Arr. by Samuel Adler. New York : Transcontinental Music Publ., 2000